# Mary Ann Horton

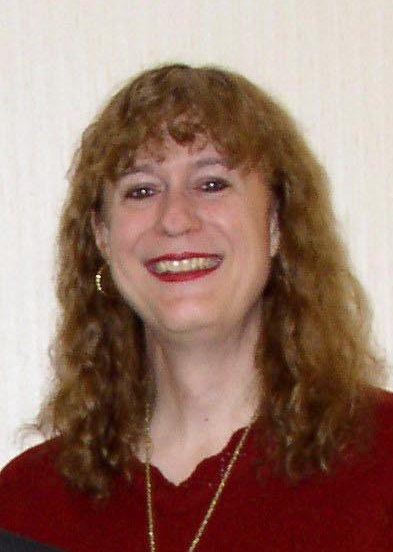
Mary Ann Horton (2009)

Mary Ann Horton (* 21. November 1955 in Richland, Washington als Mark R. Horton) ist eine IT-Spezialistin und IT-Trainerin und engagiert sich für die Belange von Transmenschen. Sie gehört zu den Pionieren des Usenet und Internets. Horton wirkte am Berkeley BSD UNIX mit, insbesondere am vi-Editor und der Terminfo-Datenbank und war am Wachstum des Usenet in den 1980ern maßgeblich beteiligt.

## Ausbildung
Horton wuchs an der US-amerikanischen Pazifikküste im Nordwesten der Vereinigten Staaten auf. 1970 fand Horton Interesse am Computerprogrammieren, zog 1971 nach San Diego County und blieb in Kalifornien. Horton graduierte 1973 an der San Dieguito High School und erhielt 1976 einen Bachelor of Computer Science an der University of Southern California. Daran anschließend gelang Horton der Master of Computer Science an der University of Wisconsin. 1978 wechselte sie an die University of California at Berkeley, wo sie 1981 den Ph.D. in Informatik erreichte.
In Wisconsin lernte Horton UNIX und programmierte einen UNIX-Texteditor. In Berkeley wirkte sie an der Entwicklung des Berkeley UNIX mit, insbesondere am VI-Texteditor. Im Rahmen ihrer Dissertation stellte sie einen syntaxgesteuerten Spracheditor mit einer textbasierten Eingabemaske vor. Diese Technologie wurde später im Bereich der rechnergestützten Softwareentwicklung (Computer-aided software engineering CASE) genutzt.
1980 brachte Horton das Usenet A-Nachrichtensystem nach Berkeley und pflegte dessen Wachstum von einem ursprünglich nur 10 Standorte umfassenden Netzwerk auf über 5000 Standorte im Jahre 1987. Über den Zugang zu UUCP hinaus ermöglichte sie den Zugang zu Berknet und dem militärischen ARPANET und setzte die ersten Gateways zwischen einigen populären ARPANET mailing lists und den usenet “fa” Newsgroups. 1981 erstellte sie zusammen mit dem Schüler Matt Glickman im Rahmen eines Spring-Break-Projekts B News, womit das weitere erhebliche Wachstum des Usenet möglich wurde.

## Arbeit mit UNIX und dem Internet
1981 wurde Horton Mitglied der technischen Abteilung von Bell Labs in Columbus, Ohio. Bei Bell Labs portierte sie Berkeley UNIX auf UNIX System V und arbeitete 1987 beim Bell Labs-Rechenzentrum daran, Bell Labs mit Usenet und E-Mail-Diensten zu versehen.
Horton führte die ersten moderierten Newsgroups ein, darunter auch Talk.origins und unterschied sie durch Namenanhängsel wie „mod“ oder „announce“.
Die ursprünglich sehr komplexen Usenetadressen wurden mit der Einführung der Internetdomains 1983 vereinfacht, Hortons Veröffentlichung „What is a domain?“ trug zu deren Verbreitung bei.
1984 brachte Horton einige Freiwillige zur Mitarbeit am UUCP Mapping Project zusammen, welches die regionalen, geographischen Unterscheidungen mit voranbrachte. Diese umfassten Mitte der 80er die frühen Domainnamen .ARPA, .UUCP, .CSNET, und .BITNET als übergreifende Domains. 1986 repräsentierte Horton UUCP bei einer Konferenz in Berlin. Der Vorschlag von Ken Harrenstein von ARPANET, als top level domains COM, EDU, ORG, NET, GOV und MIL einzuführen, wurde dabei angenommen und gilt als Vorgängerin der ICANN. Horton übernahm und implementierte die Namensänderungen im UUCP-Bereich.
Horton veröffentlichte 1990 erfolgreich ein Buch zur Programmiersprache C in einer portablen Version und war an frühen Firewall- und Messengersystemen beteiligt. 2000 wurde sie bei Avaya leitende Angestellte im Bereich des firmeninternen Mailsystems und wechselte 2002 zu Bank One. 2007 fand sie eine Stelle bei Sempra Energy in San Diego in ihrer Wahlheimat Kalifornien.

## Transgeschlechtlichkeit
Horton ist transgeschlechtlich. 1987 nannte sie sich Mary Ann. Horton gründete 1989 Columbus’ erste Trans-Unterstützungsgruppe, den Crystal Club. 1997 wurde Horton Mitglied bei EQUAL, der LGBT-Mitarbeiterinitiative. Am Arbeitsplatz offen auftreten zu können, hielt sie für einen wesentlichen Fortschritt und wirtschaftlichen Vorteil und wurde dabei vom Management über die Equal Opportunity (EO)-Direktive bei Lucent unterstützt. Zuvor hatte kein großes Unternehmen Transmenschen anerkannt.
Zu dieser Zeit identifizierte sich Horton als Crossdresser und gab sich manchmal als Mark und manchmal als Mary Ann aus. Als die EO-Firmenbestimmung veröffentlicht wurde, arbeitete Horton vornehmlich als Mark, aber gelegentlich auch noch als Mary Ann. Sie war der erste bekannte Crossdresser,  der erfolgreich in einem großen Unternehmen beschäftigt war, und engagierte sich für die Anerkennung ihrer geschlechtlichen Identität in den Regularien aller Firmen, in denen sie tätig war.

## Gegenwart
Horton hat zwei Söhne aus einer früheren Beziehung und lebt gegenwärtig in Poway, Kalifornien mit ihrer Lebensgefährtin Ramona Nash.
Mary Ann Horton gehört die Firma Red Ace Technology Solutions, die Web-Hosting-Dienste an Organisationen und kleine Betriebe anbietet. Sie ist zudem Beraterin für Transgeschlechtlichkeits-Arbeitsplatzfragen sowie UNIX- und Internet-Technologie.